# Александрук Валерій Євгенович
Валерій Євгенович Александрук (нар. 9 лютого 1956, Київська область) — український дипломат. Надзвичайний і Повноважний Посол України.

## Біографія
Народився 9 лютого 1956 в смт. Клавдієво-Тарасове, Бородянського району на Київщині. У 1978 році закінчив з відзнакою Харківський інститут радіоелектроніки за спеціальністю «Електронні прилади».
У 1985 році аспірантуру Харківського інституту радіоелектроніки за фахом «Вакуумна і газорозрядна електроніка, включаючи матеріали, технологію та спеціальне обладнання». У 1998 році закінчив з відзнакою Дипломатичну академію України при Міністерстві закордонних справ України, магістр зовнішньої політики. Один із засновників громадської організації випускників Дипломатичної академії МЗС України..

### Наукова робота
з 1978 року — працював на посаді інженера кафедри фізики надвисоких частот.
З 1979 року — молодший науковий співробітник кафедри теоретичних основ електротехніки Харківського інституту радіоелектроніки
З 1985 року — молодший науковий співробітник кафедри теоретичних основ електротехніки
З 1987 року — асистент кафедри теоретичних основ електротехніки
У 1989—1990 рр. — річна наукова стажировка у Токійському державному університеті, Японія (лабораторія Акіри Фудзисіми)
з 1991 року — доцент кафедри теоретичних основ електротехніки Харківського інституту радіоелектроніки
У 1991—1993 рр. — наукове Стажування у Токійському державному університеті
З 1993 року — доцент кафедри теоретичної електротехніки та електроніки Харківського державного технічного університету радіоелектроніки
У 1994—1995 рр. — докторант ХТУРЕ по науковому напрямку «Розробка нових радіоелектронних засобів дослідження динамічних процесів в атмосфері Землі»

### На дипломатичній роботі
У 1995—1996 рр. — перший секретар Посольства України в Японії.
У 1998—2001 рр. — перший секретар Посольства України в Японії.
У 2001—2003 рр. — начальник відділу країн Азіатсько-Тихоокеанського регіону П'ятого територіального управління МЗС України.
У 2003—2005 рр. — заступник начальника П'ятого територіального управління МЗС України.
У 2005—2009 рр. — радник з політичних питань Посольства України в Республіці Корея.
У 2009—2011 рр. — заступник начальника Управління генеральної інспекції МЗС України.
У 2012—2014 рр. — заступник директора департаменту — начальник управління країн Близького Сходу та Африки Четвертого територіального департаменту МЗС України.
У 2014—2015 рр. — Посол з особливих доручень Департаменту країн Близького Сходу та Африки МЗС України.
З 19.03.2015 — 19.07.2019 рр. — Надзвичайний і Повноважний Посол України в Федеративній Республіці Нігерія.
З 12.05.2016 — 19.07.2019 рр. — Надзвичайний і Повноважний Посол України в Республіці Гана та Надзвичайний і Повноважний Посол України в Республіці Бенін.
З 11.10.2016 — 19.07.2019 рр. — Надзвичайний і Повноважний Посол України в Республіці Сьєрра-Леоне за сумісництвом

## Дипломатичний ранг
- Надзвичайний і Повноважний Посланник другого класу (2013)[12]

## Наукові праці
- Yoshiki, H., Alexandruk, V., Hashimoto, K., & Fujishima, A. (1994). Electroless copper plating using ZnO thin film coated on a glass substrate. Journal of the Electrochemical Society, 141(5), L56.